# Idaea sartharia
Idaea sartharia är en fjärilsart som beskrevs av Otto Staudinger 1892. Idaea sartharia ingår i släktet Idaea och familjen mätare. Inga underarter finns listade i Catalogue of Life.